# Parque Nacional de Ile-Alatau
O Parque Nacional de Ile-Alatau é uma área protegida no Cazaquistão. Este parque nacional foi criado em 1996 e cobre uma área de cerca de 200 mil hectares. Encontra-se situado nas montanhas a sul de Almaty, entre Gorge Turgen a leste e o rio Chemlogan a oeste. Parte da fronteira do parque está em contacto com a fronteira de uma outra área protegida, a Reserva Natural de Almaty, localizada em Pik Talgar. O parque está localizado numa altitude entre os 600 e os 5000 metros acima do nível do mar.

## Topografia e paisagem
A paisagem inclui florestas, prados alpinos, glaciares e lagos, incluindo o Grande Lago Almaty. Existem vários tipos de árvores nesta área, incluindo o abricó, o bordo, e a macieira. Um total de 300 espécies de pássaros e animais já foram registados a partir do Parque Nacional de Ile-Alatau.

## Vegetação e animais
A vegetação no parque nacional inclui mais de 1200 espécies, e sua diversidade reflecte todo o Tien Shan do norte. As zonas alpinas e sub-alpinas (entre os 2400 e os 3400 metros) caracterizam-se por prados pitorescos com capim heterogéneo, por vezes cruzados com charnecas alpinas e pântanos musgosos. A vida selvagem do parque é rica e diversificada, com mais de 1500 espécies de invertebrados e 213 espécies de vertebrados, incluindo 47 espécies de mamíferos, 148 espécies de aves, 8 espécies de répteis, 2 espécies de anfíbios e 8 espécies de peixes.
O parque é a casa do leopardo-das-neves, do lince da Ásia Central, do urso-pardo de Tian Shan, das cabras-da-sibéria, dos abutres-barbudos e das águias-douradas. Outras espécies de pássaros notáveis encontradas no Parque Nacional de Ile-Alatau incluem o Tetraogallus do Himalaia, a coruja euro-asiática e o pica-pau de três dedos eurasiático. O parque também protege espécies específicas de veados cujos chifres acredita-se que tenham propriedades medicinais.